# Euphorbia hintonii
Euphorbia hintonii är en törelväxtart som beskrevs av Louis Cutter Wheeler. Euphorbia hintonii ingår i släktet törlar, och familjen törelväxter. Inga underarter finns listade i Catalogue of Life.